# Rodrigo Defendi
Rodrigo Defendi (Ribeirão Preto, 16 giugno 1986) è un ex calciatore brasiliano, di ruolo difensore.

## Carriera

### Club

#### Gli esordi e il Tottenham
È cresciuto calcisticamente nel club brasiliano del Cruzeiro.
È stato acquistato dal Tottenham per 600.000 £. È stato ingaggiato il 3 luglio 2004 e ha giocato con la squadra riserve.

#### In Italia
A gennaio 2006 viene prestato all'Udinese, con cui debutta nel campionato di Serie A il successivo 26 febbraio, giocando fino al 54' nella sfida persa per 3-1 in casa dell'Inter, mentre il 5 marzo disputa per intero la sfida casalinga contro l'Ascoli, conclusasi sul punteggio di 1-1. Il 9 dello stesso mese entra in campo al 52' della gara di Coppa UEFA sul campo del Levski Sofia, terminata a reti bianche.
Ad agosto si trasferisce, sempre a titolo temporaneo, alla Roma, che lo impiega poco in prima squadra e di più in Primavera. Con i giallorossi il 18 ottobre 2006 debutta nella UEFA Champions League entrando durante i minuti di recupero della gara in casa dell'Olympiakos Pireo, vinta dai giallorossi per 1-0, ed il successivo 29 novembre disputa per intero la gara casalinga vinta per 2-0 contro la Triestina, valida per il ritorno degli ottavi della Coppa Italia, competizione vinta dalla squadra capitolina.
Nell'agosto successivo, tornato al Tottenham, viene ingaggiato a titolo definitivo dall'Avellino. Con la squadra campana partecipa a due campionati di Serie B, disputando una gara nella prima stagione e 15 nella successiva.

## Palmarès

### Club

#### Competizioni nazionali
- Coppa Italia: 1

Roma: 2006-2007
- Coppa di Slovenia: 1

Maribor: 2015-2016
- Campionato sloveno: 1

Maribor: 2016-2017
- Coppa del Portogallo: 1

Desp. Aves: 2017-2018